# Amata cremnotherma
Amata cremnotherma là một loài bướm đêm thuộc phân họ Arctiinae, họ Erebidae.